# Madfeld
Madfeld is een plaats in de Duitse gemeente Brilon, deelstaat Noordrijn-Westfalen, en telt 1311 inwoners (2010).

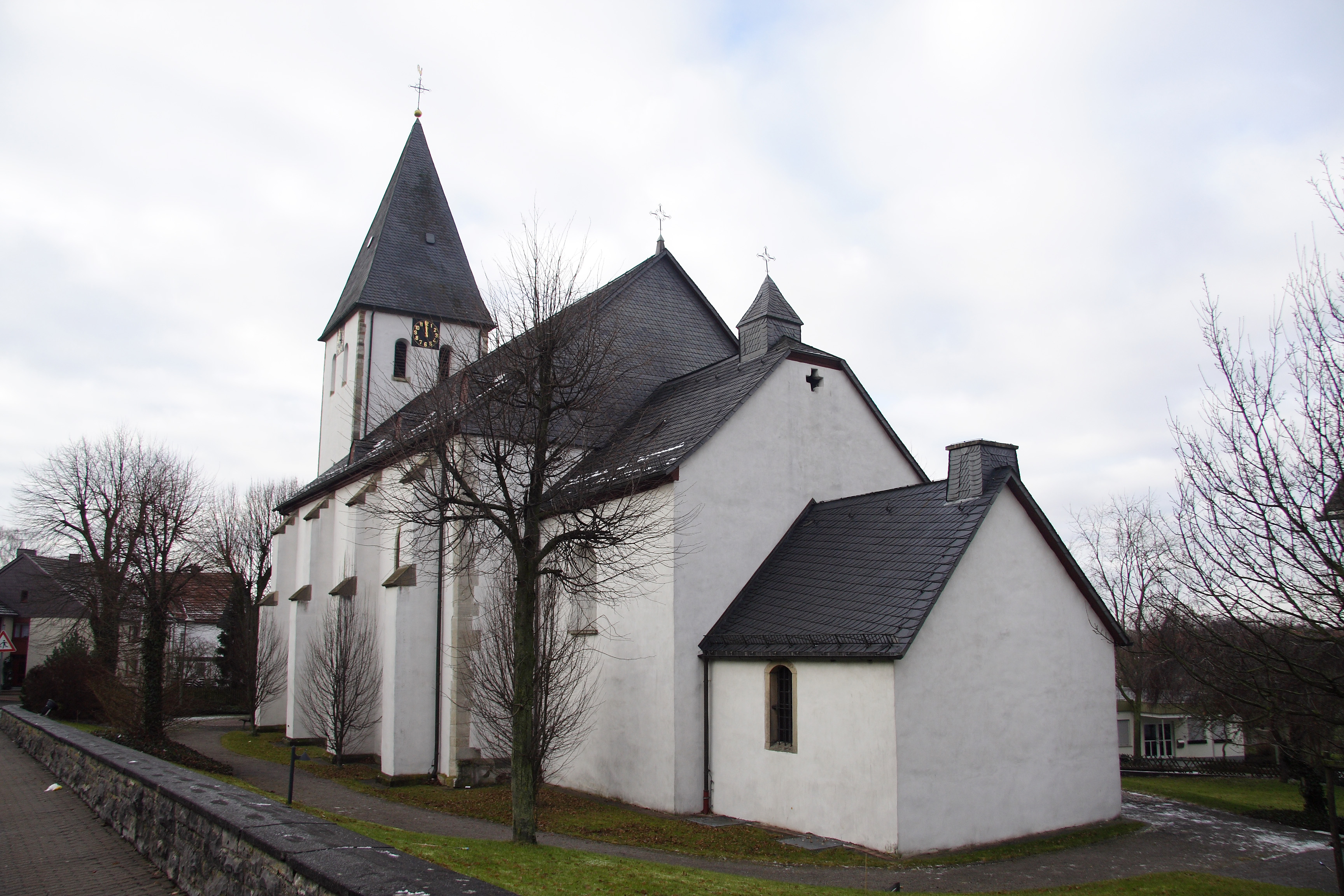
Kerk van St Margaretha